# James Murray (lessicografo)
Sir James Augustus Henry Murray (Denholm, 7 febbraio 1837 – Oxford, 26 luglio 1915) è stato un lessicografo e linguista britannico, noto per essere stato il primo curatore dell'Oxford English Dictionary.

## Biografia
L'incarico di redigere un nuovo dizionario della lingua inglese, che sostituisse il Johnson's Dictionary, gli venne dato dalla Oxford University Press il 1º marzo 1879. Si prevedeva che fossero necessari dieci anni per completare l'opera, che doveva essere di circa 7.000 pagine in quattro volumi. Nel 1928, quando fu pubblicato il risultato finale, il dizionario era composto da 12 volumi, con 414.825 definizioni e 1.827.306 citazioni ed esempi per illustrarne il significato.
Gli vennero attribuite diverse lauree ad honorem, tra cui una in legge (Legum Doctor) nel 1901 dall'Università di Glasgow e una in lettere (Doctor of Letters) nel 1914 dall'Università di Oxford.
Dalla seconda moglie Ada Agnes Ruthven, sposata nel 1864, ebbe undici figli. Il primogenito, Harold James Ruthven Murray, è noto come uno dei maggiori storici degli scacchi.